# Tolna (Magyarország)
Tolna (németül: Tolnau, latinul: Alta Ripa) város Tolna vármegyében, a Tolnai járás székhelye. Mözs városrészt 1989-ben csatolták Tolnához, addig önálló község volt. Ez az elmúlt évtizedek egyik utolsó magyarországi településegyesítéseként történt. Közel 11 ezer fős lakosságával a megye ötödik legnépesebb települése.
Névadó településként várával és dunai révjével a középkorban huzamosabb ideig közigazgatási, gazdasági és kulturális központja volt a vármegyének. A 16. században ideiglenesen a három részre szakadt Magyar Királyság területén az egyik legnagyobb településsé vált, jelentőségét a tizenöt éves háborúig megőrizte. Az ezt követő egy évszázadnyi hanyatlás során majdnem teljesen elpusztult, a 18. században a német telepesek virágoztatták fel újra a mezővárost. Dunai kikötője miatti jelentős kereskedelmi szerepét fenntartotta a folyó szabályozásáig, ahogy jelentős malomiparát is. A fejlődés ezután is folyamatos maradt, bár lendülete megtört, ekkor épült ki a jelentős laktanyája is. A 19. század fordulóján a selyemgyár megépülésével a textilipar vált meghatározóvá a nagyközséggé "lefokozott" településen.
A 20. század során Tolnát nem kerülték el a világháborúk veszteségei, a tanácsköztársaság vagy az 1956-os forradalom véres eseményei: a zsidó polgárságot szinte teljesen deportálták, a német kitelepítés is érintette a lakosságot, elsősorban Mözsön, a laktanyában pedig szovjet logisztikai csapatok állomásoztak a Kádár-korszak alatt.
A városi rangot 1989-ben nyerte el, a rendszerváltozást követően a helyi lehetőségekhez képest élhető és fejlődő kisvárossá vált. Jelenleg központi szerepet tölt be a szomszédos településeknél, jelentős helyi munkaadókkal, gimnáziumával és közigazgatási funkcióival mint járásszékhely. Ezzel párhuzamosan a közeli megyeszékhely Szekszárd agglomerációjának legnagyobb települése Tolna.

## Etimológia
Neve valószínűleg középkori latin telonum ’vám’ főnév többes számú telona alakjából származik, mivel a település fontos dunai átkelő, vámszedőhely volt a középkor folyamán. Figyelmet érdemel azonban a régi magyar Tolna személynév is, amire 1222 és 1550 közöttről vannak utalások.

## Földrajz
Földrajzi fekvése
Tolna három kistáj, a Dél-Mezőföld, a Tolnai-Sárköz és a Szekszárdi-dombság találkozásánál helyezkedik el. Maga a város az előbbi kettőnek a határán, a Duna jobb partján, egy ártérbe benyúló magasparton alakult ki. A város mai közigazgatási területét északnyugaton a Mezőföld homokos talaja és dombvonulatai, délkeleten pedig a Duna egykori ártere uralja. A dunai rév és a központi elhelyezkedés mindig is vonzóvá tette ezt a területet a kereskedelem és a közlekedés szempontjából, a különböző korszakokban jelentős települések jöttek létre a helyszínen.
Tolna vármegye keleti felének közepén található. Távolság Budapesttől déli irányban 140 km, Pécstől északkeletre 60 km, Szekszárdtól északra mindössze 10 kilométer távolságra található.
A szomszédos települések: észak felől Tengelic, északkelet felől Fadd, délkelet felől Bogyiszló, délnyugat felől Szekszárd, északnyugat felől pedig Szedres és Fácánkert.
Éghajlata
Alapvetően alföldi tájon fekszik a város az ország déli részén, ezért száraz kontinentális éghajlat, átlagnál magasabb hőmérséklet és magas napsütéses óraszám jellemző (2000-2100 óra évente). A legmelegebb hónap július-augusztus, a leghidegebb a január. Az uralkodó szélirány az északnyugati, gyakoriak az erős szelek a vidéken. A terület azonban csapadékosabb az ország középső és keleti részeihez viszonyítva (átlagosan 650-700mm csapadék éves szinten), a mediterrán éghajlati hatásoknak köszönhetően. A legtöbb csapadék április-június és október-novemberi hónapokban hullik, a téli időszak jellemzően a legszárazabb.
Városrészek
- Tolnát három nagyobb egység alkotja. Első a város északkeleti harmada, a 18. században kiépült mezőváros. Ezt hosszában a laktanyáktól a holt-Duna partig a Bajcsy-Zsilinszky, Festetich, Damjanich és a Kossuth utca határozza meg. Széltében pedig a város főútja (Szekszárdi utca és Deák Ferenc utca néven). Itt található a város középpontja: közintézmények, szolgáltatások, és a boltok túlnyomó része.
- A második egység délnyugaton Mözs. Az egykori község településszerkezete 19. századra alakult ki a mai Szent István utca mentén, ami Mözs főutcája. Az eltérő falusias településkép és identitás erős, annak ellenére, hogy Mözs az önállóságával együtt az intézményei többségét elveszítette.
- Harmadik a 2,5 km hosszú Újtelep, amely az 1840-es évektől kezdve több részletben épült Mözs és Tolna irányából, a két települést összekötő utak mentén. Az 1960-as évekre végül Tolna és Mözs összenőtt. A két történelmi településmag között nagyjából félúton fekvő tolnai kálvária kápolna környéke kisebb alközpontként funkcionál a közelben lakók számára.

### Megközelítése
Közúton
A város jól megközelíthető helyen fekszik Az M6-os autópálya nyugatról kerüli a települést, az M9-es autóúttal a Mözstől délre keresztezik egymást. Közigazgatási területén áthalad a belterület északi szélét is érintve a 6-os főút, határai közt ágazik ki ebből a 63-as főút Székesfehérvár irányában. A település így kiváló észak-déli és nyugati-keleti irányú úthálózati kapcsolatokkal is rendelkezik.
A települést átszeli a Dunaszentgyörgytől Szekszárdig húzódó 5112-es út és az abból Bogyiszló felé kiágazó 5116-os út, valamint néhány alsóbbrendű út, úgymint a belvárost a 6-ossal északi irányban összekötő 51 163-as vagy a Fácánkertre vezető 51 164-es számú mellékutak.
Vasúton
Vonattal a város a Sárbogárd–Bátaszék-vasútvonalon érhető el. Megállója Tolna-Mözs vasútállomás. A várost naponta többször érintik vonatok Gemenc InterRégió néven Baja és Székesfehérvár között, melyek Sárbogárdon InterCity csatlakozást biztosítanak Pécs és Budapest felé.

## Története

### Első megtelepedéstől a népvándorláskor végéig
Régészeti kutatások nyomán jól ismert a környék múltja M9-es autóút és az M6-os autópálya megelőző feltárásaiból, a kedvező környezetben már az kőkorszak végétől, folyamatos volt a területen az emberi megtelepedés.

##### Őskor
Neolitikumból (nagyjából a Kr. e. 6. évezredtől) ismertek az első megtelepedés nyomai Tolna és Mözs határában. A 2000-es évektől kezdve több jelentős Dunántúli Vonaldíszes kultúrához tartozó települést tártak fel. Számos rézkori, bronzkori lelőhely a vidék állandó lakottságra utal.

##### Ókor
A vaskorban pannonok és főként az eraviszkuszok által benépesített Dunántúlt Az 1. században hóditotta meg a Római Birodalom, és szervezte meg Pannonia provinciát. Az 5. századig Tolna vidékén haladt a Limes Pannonicus, melynek nyomvonala ismert. Tolna környezetében feküdt a mérföldkövek és itinerariumok alapján a limes egyik castruma, Alta Ripa (jelentése: "magas vagy alcsony part", mindkét értelmezés igaznak tekinthető). Maradványai eddig nem kerültek elő, körülmények azt valószínűsítik, hogy elpusztult nyomtalanul, a Duna elmosta a limes 5 km-es szakaszát Tolna szomszédságában az elmúlt 1500 év alatt. Más római erődök is gyakran szenvedtek jelentős pusztulást a folyó okozta erózió miatt (például Lussonium), de jóval későbbi, középkori Tolnavár jelentős részben hasonló sorsa jutott. Régészetileg számos közvetett adat utal római településre. Tolna és Mözs északnyugati határában római temetők, Mözstől délre egy feltárt limes menti őrtorony, a tolnai kálvária kápolna közeléből pedig római Herkules oltárkő amit 1826-ban ástak ki.

##### Népvándorláskor
Az 5. századból Mözs Icsei-dűlőben egy település és temető ismert amely fontos információkkal szolgált a népvándorláskorban a helyi népek együttéléséről. A selyemgyár területén is került elő 5. századi temetkezés. Később az avar uralom időszakában Szekszárdon regionális központ működött, Tolnán is tetten érhető a jelenlétük. A honfoglalás után a magyarok megszállták a Duna mentét így Tolna környékét is, Mözs Száraz-dombon egy köznépi temetőt tárt fel Rosner Gyula, Tolna belterületén pedig egy magányos honfoglaló sír bizonyíték jelenlétükre. A Sárköz északi része a 10. században nagy jelentőséggel bírt és korán magyarok lakta területté vált, Győrffy György feltételezte, hogy Tolna és Kalocsa vidéke volt Árpád leszármazottainak nyári szállása. Szerinte szállásterületeket a személynévből képzett helynevek jelzik. Tolna határában szerencsésen fennmaradt a középkorból két ilyen erdőnév is: Vajka (ma is élő helynév) és Tarkacsia egy 1436-os periratból.

### Középkor

#### Államalapítástól a tatárjárásig
Tolna vármegye születése (és ezzel együtt Tolnán az ispáni központ létrejötte) a 11. század első felében történt bizonyára Szent István uralkodása alatt, de erre csak szórványos emlékanyag alapján lehet következtetni. Tolna vármegye határait a Pécsi püspökség 1009-es alapításakor is említik. Ez alapján valószínű, hogy egy időszakban szerveződött meg az egyházi (tolnai és a regölyi főesperesség) és a világi igazgatás. Első hiteles említésen Tolnának 1055-ben a tihanyi alapítólevél, amiben Thelena-nak nevezték a települést, és vámbevételeinek 1/3-ad részét az apátságnak adományozta I. András. Valószínűsíthető geszta hagyományból, hogy időszakosan hercegi birtok volt a 11-12. században. 1130-körül II. István Tolnán telepítette le a trónörökös Vak Bélát, itt születhetett ekkor II. Géza is. Később, a tatárjárás idején bizonyára Tolnavárat is feldúlták a mongol hadak 1242-ben, hasonlóképpen a megye keleti felében több településhez, a közeli cikádori apátsághoz, vagy erősségekhez országszerte.
Az ispánsági földvárra csak közvetett bizonyítékok vannak, régészeti emlék is alig ismert a korszakból Tolnán. Első említése csak a 13. századból származik. A többi ispánsági központhoz hasonló lehetett, emiatt hívták Tolnavárként a 15. század közepéig. Az ispánsági várban, vagy közvetlen közelében állt a 16.-18. századi adatok alapján azonosítható esperesi egyház, a később létrejött, 1279-ben külön említett falunak plébániatemploma volt, Szent István királynak szentelve (1333-ban tizedjegyzékben említik papját, 1429-ben titulusát). A birtok az Árpád-korban végig királyi kézen volt, a korai vármegye és várbirtok központjaként általában az ispán igazgatása alatt.

#### A tatárjárás és Mohács közötti időszak
A 15. század második felében Tolnavár település már mezőváros, megyegyűléseket is tartottak itt. Színvonalas középfokú oktatás is lehetett, fennmaradt adatok alapján. A század közepén a város címerhasználati jogot kapott V. Lászlótól.
Mátyás király országjáró útjai idején gyakran megszállt Tolnaváron, 1463-ban országgyűlést is tartott itt, a török elleni hadjáratra készülve. 1466-ban újra országgyűlés volt a városban. Ebben az időben gyorsan fejlődő, virágzó helység volt, színvonalas iskolával, és mezővárosként is szabad királyi városi kiváltságokkal[forrás?]
Török hódoltság alatt

### Újkor
A település újratelepítése
A 18. század első felében III. Károly király a Wallis grófoknak adományozta a területet. Az új urak német telepeseket hívtak a mezővárosba, amelynek újra volt vásártartási joga is. Tolna hamarosan újra gazdát cserélt, az Apponyiaké, majd a Festeticseké lett. 1745-ben tűzvész pusztított a városban, de ez csak rövid időre akasztotta meg a fejlődést.
A 19. században szabályozták a Duna déli szakaszát, a tolnai ág eliszaposodott, így a város megmenekült az állandó árvízveszélytől, de kikötőjét elveszítette, a halászatot jelentősen sújtotta az intézkedés, és a vízimalmokat is át kellett telepíteni.
A selyemfonó 1900 és 1971 között működött, ma kis múzeum állít neki emléket. A ma legnagyobbnak számító foglalkoztató, a Fastron 1993-ban települt le a városban.
20. század
1989-ben Tolnához csatolták Mözs községet, ezzel egy időben városi rangot kapott.
Napjainkban

## Közélete

### Polgármesterei
- 1990–1994: Keszthelyi Márton (nem ismert)[26]
- 1994–1998: Keszthelyi Márton (független)[27]
- 1998–2002: Dr. Szilák Mihály (független)[28]
- 2002–2006: Dr. Szilák Mihály (MSZP)[29]
- 2006–2010: Dr. Sümegi Zoltán (Fidesz-KDNP)[30]
- 2010–2014: Dr. Sümegi Zoltán (Fidesz-KDNP)[31]
- 2014–2019: Appelshoffer Ágnes (Fidesz-KDNP)[32]
- 2019–2024: Appelshoffer Ágnes (Fidesz–KDNP)[33]
- 2024– : Balogh Zoltán (Tolna Városért Egyesület)[1]

### A 2024-es önkormányzati választás eredménye
- A polgármester-választás eredménye[34]

| Jelölt neve   | Jelölő szervezet(ek) | Jelölő szervezet(ek)     | Szavazatok száma | Szavazatok aránya |
| ------------- | -------------------- | ------------------------ | ---------------- | ----------------- |
| Balogh Zoltán |                      | Tolna Városért Egyesület | 2422             | 50,75%            |
| Berta Zoltán  |                      | Fidesz – KDNP            | 2350             | 49,25%            |
| Összesen      |                      |                          | 4772             | 100%              |

- A képviselőtestület-választás eredménye[35]

|  | Fidesz – KDNP            | 7 |   |  |  |  |  |  |  |
|  | Tolna Városért Egyesület | 4 | P |  |  |  |  |  |  |

## Népessége
A település népességének változása:
| Lakosok száma | 12 291 | 12 080 | 12 112 | 11 126 | 11 080 | 10 764 | 10 697 | 10 640 |
|               | 1980   | 1990   | 2001   | 2011   | 2016   | 2022   | 2023   | 2024   |

A 2011-es népszámlálás során a lakosok 84%-a magyarnak, 4,3% németnek, 2,8% cigánynak, 0,2% románnak mondta magát (16% nem nyilatkozott; a kettős identitások miatt a végösszeg nagyobb lehet 100%-nál). A vallási megoszlás a következő volt: római katolikus 45,2%, református 6,7%, evangélikus 0,7%, görögkatolikus 0,1%, felekezeten kívüli 17,5% (28,6% nem nyilatkozott).
2022-ben a lakosság 88,2%-a vallotta magát magyarnak, 2,3% cigánynak, 2,2% németnek, 0,1-0,1% szerbnek, ukránnak és románnak, 1,5% egyéb, nem hazai nemzetiségűnek (11,8% nem nyilatkozott; a kettős identitások miatt a végösszeg nagyobb lehet 100%-nál). Vallásuk szerint 30,4% volt római katolikus, 5,1% református, 0,9% evangélikus, 0,2% görög katolikus, 1,1% egyéb keresztény, 1,3% egyéb katolikus, 18% felekezeten kívüli (42,9% nem válaszolt).

## Látnivalók
- Tolnai Kékfestő Műhely és Múzeum
- Festetics-kastély
- Szentháromság-szobor (1790)
- Katolikus templom (1773)
- Kálvária-kápolna (1779)
- Mözsi templom (1822)
- Selyemfonó-emlékszoba
- Textil-emlékszoba
- Garay-kastély

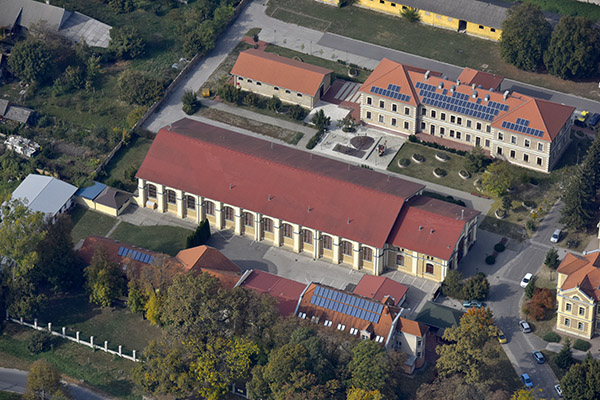
Légi felvétel a város kulturális központjáról

- MAG-Ház Turisztikai Látogatóközpont
- Holt-Duna

## Itt született
- 1130-ban II. Géza magyar király
- 1801-ben Müller Adolf zeneszerző, a Theater an der Wien karmestere
- 1835-ben Emmerth Antal zeneszerző, tanár
- 1839-ben Festetics Mária csillagkeresztes hölgy, Erzsébet királyné udvarhölgye
- 1851-ben Grünwald Mór szülész-nőgyógyász, balneológus, királyi tanácsos, szanatórium-tulajdonos.
- 1854-ben Wosinsky Mór múzeumalapító
- 1914-ben Halász Stefánia, Stern  gyermek- és tüdőgyógyász, az orvostudományok kandidátusa (1970).
- 1930-ban Tóth János Kossuth-díjas filmoperatőr, filmrendező; a modern magyar filmművészet kiemelkedő alakja
- 1949-ben Gottvald Károly, fotóriporter
- 1960-ban Szalók Csilla, közgazdász; a BGE tanszékvezetője, a magyarországi önálló felsőfokú idegenforgalmi képzés egyik elindítója

## Testvérvárosok[38]
- Palics, Szerbia
- Stutensee, Németország
- Uzon, Románia